# Barka

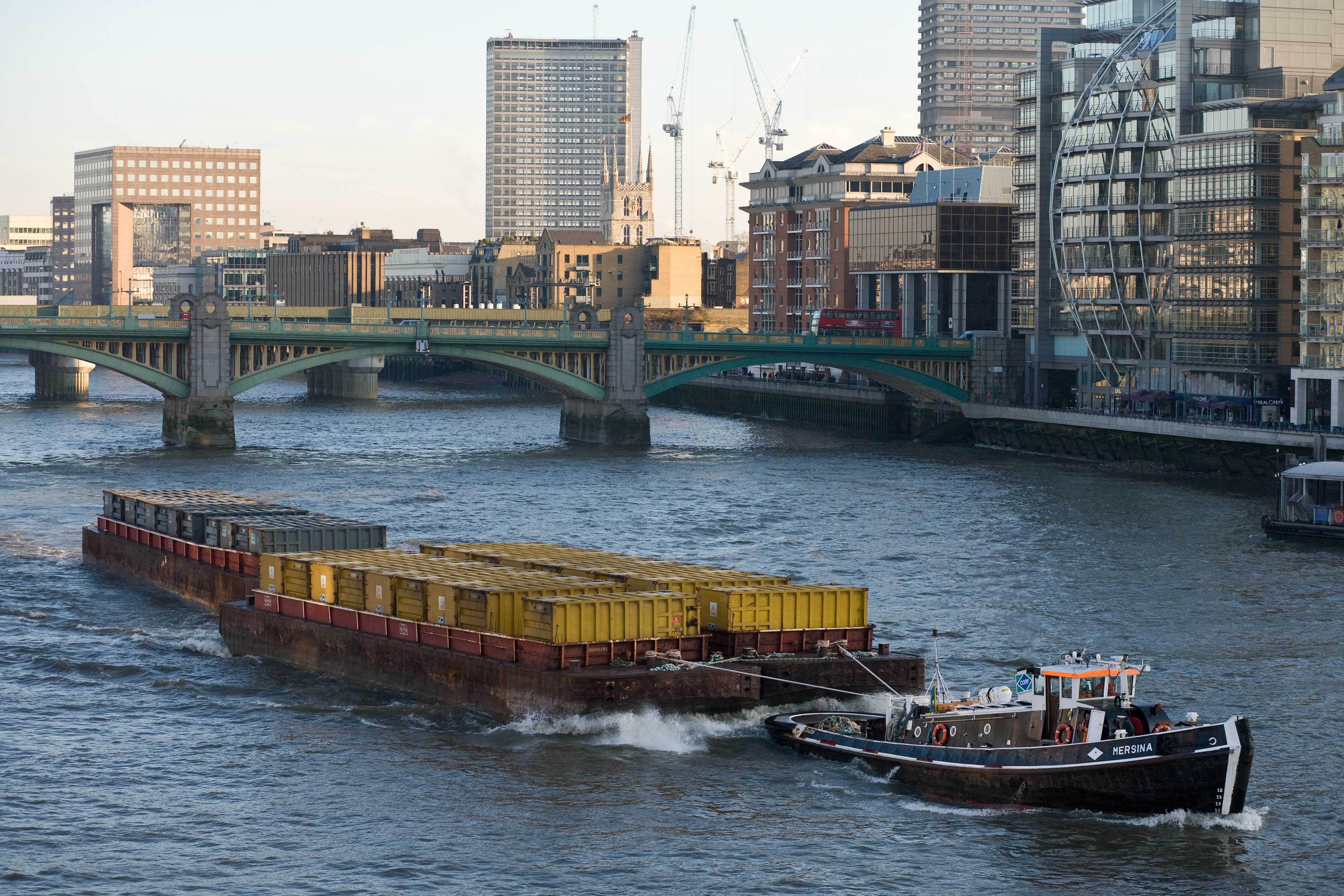
Barki na Tamizie holowane przez holownik

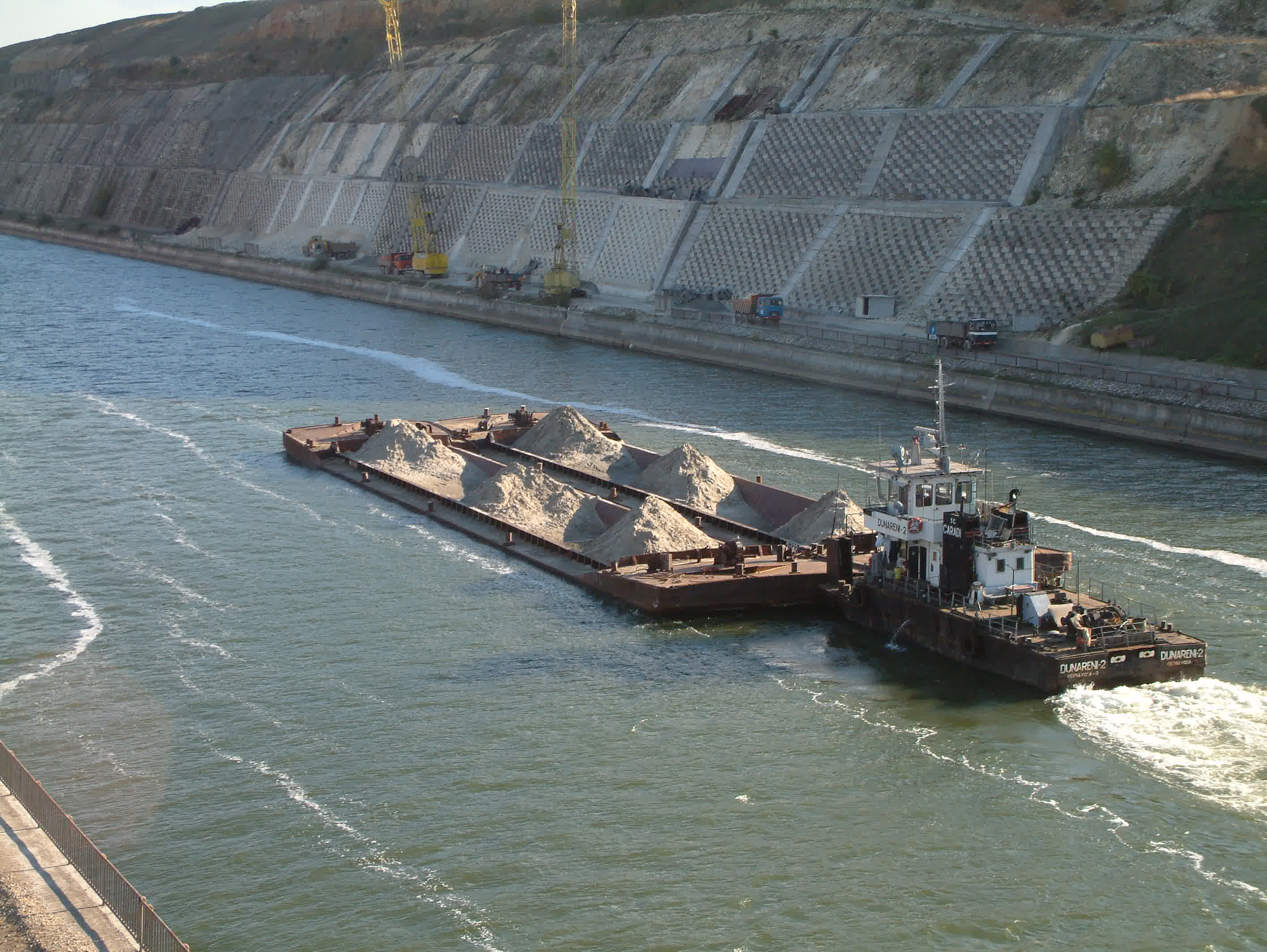
Barka z ładunkiem piasku pchana przez pchacz

Barka – rodzaj statku o płaskim dnie, służącego do transportu ładunków w żegludze śródlądowej. Barki są najczęściej pozbawione własnego napędu. 
Pierwotnie barki poruszały się z prądem rzeki a pod prąd były holowane przez ludzi (burłacy) lub zwierzęta pociągowe, które poruszały się po specjalnej drodze wzdłuż rzeki.
Potem do holowania barek wykorzystano holowniki parowe a następnie motorowe oraz pchacze. 
Barki w żegludze śródlądowej dzielą się na górno- i dolnopokładowe. Mogą być przystosowane do pchania, holowania lub posiadać własny napęd. 
W żegludze morskiej używa się barek większych, o nośności kilku tysięcy ton, głównie do transportu ładunków masowych i drewna. 
W górnictwie morskim stosowane są barki o nośności nawet kilkudziesięciu tysięcy ton. Służą do transportu platform wiertniczych i ich części oraz materiałów do budowy konstrukcji.
Innym rodzajem są barki robocze, przeznaczone do wykonywania prac w górnictwie podmorskim. Są wyposażone w dźwigi (często o udźwigu kilku tysięcy ton), urządzenia do układania rurociągów oraz zestawy umożliwiające nurkowanie. Na barce takiej może mieszkać kilkuset pracowników.